# Youssef Bdadou
Youssef Bdadou, né le 18 juin 2000, est un coureur cycliste marocain.

## Biographie
En 2018, Youssef Bdadou devient champion du Maroc du contre-la-montre juniors (moins de 19 ans),. Il est également champion arabe et deuxième des Jeux africains de la jeunesse dans la discipline du VTT cross-country. Sur piste, il décroche deux médailles d'argent aux championnats d'Afrique juniors, dans la poursuite individuelle et par équipes.  
En juin 2019, il termine septième du Tour du Cameroun, tout en ayant remporté une étape.

## Palmarès sur route

### Par année
- 2018
  -  Champion du Maroc du contre-la-montre juniors
  - 2e du championnat du Maroc sur route juniors
- 2019
  - 4e étape du Tour du Cameroun
- 2022
  - 2e et 4e étapes du Grand Prix Chantal Biya
  - 5e étape du Tour de Tanger-Tétouan-Al-Hoceima
  - 2e du championnat du Maroc sur route espoirs
  - 2e du Grand Prix d'Ongola
  - 2e du Grand Prix Sakia El Hamra
  - 2e du Tour de Tanger-Tétouan-Al-Hoceima
  - 3e du Grand Prix Oued Eddahab
- 2023
  - 1re étape du Tour de Marrakech-Safi
  - 3e du Grand Prix El Marsa
  - 5e du championnat d'Afrique sur route
- 2024
  - Tour du Nord du Maroc :
    - Classement général
    - 3e étape

### Classements mondiaux
| Année                                 | 2019 | 2020 | 2021 | 2022 | 2023 | 2024  |
| ------------------------------------- | ---- | ---- | ---- | ---- | ---- | ----- |
| Classement mondial                    | 640e | nc   | nc   | 919e | 370e | 2866e |
| UCI Africa Tour                       | 31e  | nc   | nc   | 39e  | 12e  | nc    |
|                                       |      |      |      |      |      |       |
| Légende : nc = non classéSource : UCI |      |      |      |      |      |       |

## Palmarès sur piste

### Championnats d'Afrique
- 2018
  -  Médaillé d'argent de la poursuite par équipes juniors
  -  Médaillé de bronze de la poursuite juniors
- 2022
  -  Médaillé d'argent de la poursuite par équipes

## Palmarès en VTT

### Jeux africains de la jeunesse
- 2018
  -  Médaillé d'argent du cross-country olympique

### Championnats arabes
- 2018
  -  Champion arabe de cross-country juniors